# Eugeniusz Kuczkowski
Eugeniusz Kuczkowski (ur. 1831, zm. 10 czerwca 1902 w Krakowie) – poseł do Sejmu Krajowego Galicji III, IV i V kadencji (1872–1889), starosta kołomyjski około 1871–1879, starosta krakowski 1888–1891.
Honorowy obywatel miasta Kołomyi.
W III kadencji Sejmu wybrany 12 grudnia 1872 z okręgu nr 11 Kołomyja–Gwoździec–Peczeniżyn na miejsce ks. Iwana Łewyćkiego, który złożył mandat.